# ريتشارد غودمان
ريتشارد غودمان (بالإنجليزية: Richard Goodman)‏ هو كاتب أمريكي، ولد في 11 يوليو 1945.